# 안악 3호분
안악 3호분(安岳 3號墳)은 황해남도 안악군에 위치한 고구려 고분이다. 벽화와 비문으로 알려져 있고 고구려 고분군의 일부이다. 제작년도는 357년으로 추정되었다.
1949년에 처음으로 발견되었는데, 이미 가치가 높은 보물들이 도굴된 뒤였다. 벽화는 좋은 상태를 유지하고 있다. 고분의 입구 왼쪽에는 무덤의 주인인 고국원왕을 호위하던 7행 68자로 동수(佟壽)라는 장군에 대한 글이 써져있으며, 오른쪽에도 무덤의 주인을 보호하던 장군에 대한 글이 쓰여 있으나 많은 부분이 보이질 않는다. 말각조정이라는 고구려 특유의 고분방식을 사용하였다.

## 구조
현무암과 석회암의 큰 판석으로 짜여진 돌방무덤으로 남쪽인 앞으로부터 널길·연실·앞방·뒷방으로 형성되며, 앞방은 좌우에 조그만 옆방이 하나씩 달려 있어 좌우 너비가 커지고 있다. 한편, 앞방과 뒷방은 4개의 팔각돌기둥으로 구분되어 서로 투시할 수 있고, 주실 즉 뒷방은 동벽과 뒷벽의 안쪽에 판석벽과 돌기둥을 각각 세워 회랑부를 만들고 있다. 그리고 각방의 천장은 네 귀에 각각 삼각형 돌을 얹어 천장공간을 좁히기를 두 번 반복하고 그 위에 뚜껑돌을 얹는 모줄임천장으로 되어 있다. 이것은 한국에서 현재까지 알려진 가장 오랜 모줄임천장이다.

## 벽화
벽화는 널길벽에 위병, 앞방의 동쪽 옆방에 부엌·도살실·우사·차고 등, 서쪽 옆방에 주인공 내외의 좌상, 앞방 남벽에 무악의장도와 묵서묘지, 뒷방 동벽·서벽에 각각 무악도, 회랑벽에 대행렬도가 그려져 있다. 결국 벽화내용은 무악대와 장송대에 둘러싸인 주실 앞에 주인 내외의 초상도를 모신 혼전과 하인들이 있는 부엌·우사·마구고 등을 두고 맨 앞은 위병이 지키는 설계로, 이것은 왕·귀족·대관들의 생전주택을 재현시키고 있는 것이나 다름없다. 벽화는 벽의 면적 81 ㎡, 천장의 면적 58 ㎡나 되는 넓은 널방에 가득 차게 그려져 있다.총 면적 81 ㎡에 달하는 널방 벽은 잘 연마한 석회암의 대판석(大板石)으로 구축하였고, 그 위에 직채(直彩)로 벽화가 그려져 있다. 안길의 동서벽에는 무덤을 지키는 호위병이 그려져 있으나 석회가 떨어져나가 잘 보이지 않는다. 앞칸에는 무악의장대를 그리고 서쪽 곁칸에는 화려한 비단옷을 입은 주인공이 문무관을 거느리고 정사를 보는 장면과 시녀들을 거느리고 있는 안주인을 그렸다. 동쪽 곁칸에는 부엌, 우물, 방앗간, 외양간, 마구간, 차고 등을 그렸다. 회랑에는 고구려왕의 ‘백라관’을 쓰고 수레를 탄 주인공이 문무백관, 악대, 무사 등 250여 명에 달하는 인물들의 호위를 받으며 나아가는 대행렬도가 그려져 있으며 동수 또한 고구려왕의 호위자로서 왼쪽에 그려져 있다.

## 구조
큰 판석으로 묘실을 짜는 것은 랴오둥반도의 한대 묘에서 볼 수 있는 것이다. 이 고분에서 처음 보는 고구려 고분의 특색처럼 되어 있는 모줄임천장도 산둥성 기남의 후한 대돌무덤에 나타나고, 팔각형 돌기둥도 이 기남묘에 있거니와 기둥 꼭대기에 두공을 얹어 천장석을 받들게 하고 있는 점이 똑같다. 모줄임천장은 원래 근동에서 일어난 수법이며, 그것이 중앙아시아를 거쳐 3세기에는 이미 중국본토로 들어와 있던 것임을 알 수 있다. 고분벽화 자체도 한대에서 시행한 것이며, 특히 3호분과 같은 고구려 전기 고분벽화에서 묘주들이 휘장을 친 방안에 앉아 있는 모습으로 그려지고 있는 것도 랴오둥 지방의 고분들과 같다.

## 명문 및 의의
이 고분에서는 연대를 알 수 있는 명문이 발견되었는데,  ‘永和十三年’은 동진의 연호로서 서기 357년을 나타낸다. 즉 낙랑 옛 땅의 중국계 주민들이 해상교통을 통하여 강남의 동진과 연락을 하여 동진의 연호를 쓰고 있음을 말해준다.
북한의 국보 문화유물 제67호이다. 오국리에 있는 삼국 시대 고구려의 벽화고분으로, 357년에 축조했다. 336년 고구려 고국원왕때 요동에서 고구려로 망명한 동수의 무덤이라는 설이 있어 동수묘라 부르기도 하였으나 현재는 고구려의 고국원왕이 무덤의 주인으로 알려져 있다.

## 묘주에 대한 논란
무덤 주인공의 초상은 서쪽 곁방의 정면 벽에 그려져 있다. 평상 위에서 정좌한 모습의 주인공은 검은 내관 위에 하얀 덧관을 쓰고 있는데 널길과 연결된 앞방은 옆으로 긴 장방형이며 천장은 평행삼각고임이다. 이 앞방의 동, 서 양측으로 곁방이 있다. 서쪽 곁방 입구 양쪽 벽에는 왕의 호위무관인 장하독이 서로 마주보는 자세로 그려져 있다. 앞부분이 뾰족하게 솟은 ‘책’이라는 머리쓰개를 쓰고 있는 이 장하독 위로 묵서가 있다. 좌측의(남쪽의) 장하독 위에 있는 묵서는 비교적 선명하게 남아 있지만, 우측의(북쪽의) 장하독 위에 있는 묵서는 일부 흔적만 있을 뿐, 자세한 내용을 확인할 수 없다. 좌측 장하독 묵서에는 영화 13년 관직에 있었던 ‘동수’라는 인물이 69세의 나이로 사망한 사실이 기록되어있다. 안악3호분의 주인공에 대해 학계에서는 고국원왕으로 보는 입장과 동수로 보는 입장이 있는데, 이에 대해서는 좀 더 구체적이고 치밀한 논의가 필요하다. 서쪽 곁방은 남북 방향으로 긴 장방형 모양이다. 동수의 묘로 보기 힘든 이유는 동수가 묘주를 지키는 장하독으로 설명되어 있기 때문이다. 동수 말고도 오른쪽에는 다른 장하독이 존재한다. 동수로 보는 가장 큰 이유는 묘제가 적석총이 아니며 중국식 묘제와 비슷하다는 것인데 당시 지역은 고구려가 낙랑과 대방군을 정복한지 별로 지나지 않은 지역이며 고구려인도 해당 지역에서는 중국식 묘제로 묻혔다. 고구려가 낙랑과 대방군을 정복한 이후 해당 지역에서는 안악 3호 이후 중국식 묘제는 단절되며 고구려식 무덤만 발견되는데 이것은 한족들이 정복된 직후에는 고구려 귀족의 무덤을 건축하는데 사용되었지만 이후에는 노예 등 피지배층이 되어 단절된 것을 알 수 있다. 또한 이후에 한족에 대한 기록도 나타나질 않는다.
안악 3호분은 규모와 다양한 벽화내용, 명문 등으로 인해 주인공에 대한 관심이 컸는데, 안악 3호분의 주인공에 대해 고구려 미천왕 혹은 고국원왕의 무덤이며 동수는 고국원왕을 섬긴 2명의 장하독 중 한명으로서 왼쪽에 묵서로 남겨져 있는 것을 증거로 들고 있으며 오른쪽 또한 다른 장하독의 묵서가 존재한다. 하지만 중국 학계와 재일일본인 학자의 경우 남겨진 묵서를 보고 동수묘라는 두 입장이 있다. 왕릉으로 보는 입장은 무덤의 규모나 벽화내용 중 256명 이상의 완전의장을 갖춘 고구려군 대행렬도와 성상번 깃발 등에 따랐다. 동수로 보는 입장은 앞방의 서벽 왼쪽 벽면 장하독 그림 위에 동수의 관직과 출신지 및 몰년이 기록된 묵서명에 따라 안악 3호분의 주인공을 중국 사서에 기록된 전연(前燕)의 선비족 모용황(慕容煌)에 봉사하다가 336년(고국원왕 6년)에 고구려에 투항하여 고국원왕에 봉사하다 357년(고국원왕 27년) 음력 10월 26일에 사망한 동수(冬壽: 289년~357년 11월 24일(음력 10월 26일))로 본다. 하지만 동수의 목서가 묘주를 보좌하는 장하독의 위에 쓰여져 있으며 묘주가 위치한 곳이 아닌 왼쪽에 쓰여져 있고 오른쪽에도 다른 장하독의 묵서가 쓰여진 것을 보아 동수는 묘주를 보좌하던 장하독으로서 묵서가 적혀진 것으로 보는 것이 타당하다.

## 같이 보기
- 고구려 고분군
- 한국 미술
- 삼국시대
- 한국의 역사